# 조우리
조우리(한국 한자: 趙友利, 1992년 3월 29일 ~ )는 대한민국의 배우이다.

## 학력
- 목동고등학교 (졸업)
- 중앙대학교 예술대학 연극영화학과 (졸업)

## 출연 작품
| 연도 | 방송사  | 제목                                                            | 역할           | 비고     |
| ---- | ------- | --------------------------------------------------------------- | -------------- | -------- |
| 2012 | KBS 2TV | KBS 드라마 스페셜 연작 시리즈 - 인생에서 가장 빛나는 시간       | 서연 친구      | 단막극   |
| 2012 | MBN     | 사랑도 돈이 되나요                                              | 어린 윤다란    | 20부작   |
| 2012 | KBS 2TV | KBS 드라마 스페셜 - 친구 중에 범인이 있다                       | 어린 영화      | 단막극   |
| 2013 | KBS2    | KBS 드라마 스페셜 연작 시리즈 - 시리우스:가장 빛나는 두 개의 별 | 소리           | 단막극   |
| 2013 | KBS2    | 일말의 순정                                                     | 고다비         | 125부작  |
| 2013 | MBC TV  | 메디컬 탑팀                                                     | 여민지         | 20부작   |
| 2014 | SBS TV  | 모던파머                                                        | 황이지         | 20부작   |
| 2015 | MBC TV  | 딱 너 같은 딸                                                   | 소정이         | 120부작  |
| 2016 | KBS 2TV | 태양의 후예                                                     | 장희은         | 16부작   |
| 2017 | KBS 2TV | 마녀의 법정                                                     | 진연희         | 16부작   |
| 2017 | MBC TV  | 투깝스                                                          | 김민아         | 32부작   |
| 2018 | JTBC    | 으라차차 와이키키                                               | 김선우         | 20부작   |
| 2018 | KBS 2TV | 추리의 여왕 2                                                   | 윤미주         | 16부작   |
| 2018 | JTBC    | 내 아이디는 강남미인                                            | 현수아         | 16부작   |
| 2018 | OCN     | 라이프 온 마스                                                  | 강정희         | 특별출연 |
| 2019 | JTBC    | 바람이 분다                                                     | 최승연         | 특별출연 |
| 2019 | KBS 2TV | 사랑은 뷰티풀 인생은 원더풀                                     | 문해랑(강보름) | 100부작  |
| 2019 | tvN D   | 괜찮아 안죽어                                                   | 오민주         |          |
| 2020 | KBS 2TV | 그놈이 그놈이다                                                 | 한서윤         | 16부작   |

## 광고
- 유한킴벌리 '화이트'
- 큐원 '브라우니'
- 올림푸스 카메라
- 한국관광공사
- 현대자동차 '융합편-레스토랑'

## 수상 및 후보
| 연도 | 시상식                          | 부문          | 작품                        | 결과 |
| ---- | ------------------------------- | ------------- | --------------------------- | ---- |
| 2018 | 제11회 코리아 드라마 어워즈     | 올해의 스타상 | 내 아이디는 강남미인        | 수상 |
| 2018 | 2019 대한민국 퍼스트브랜드 대상 | 여자배우 부문 | 빈칸                        | 수상 |
| 2018 | KBS 연기대상                    | 여자 신인상   | 추리의 여왕 2               | 후보 |
| 2019 | KBS 연기대상                    | 여자 신인상   | 사랑은 뷰티풀 인생은 원더풀 | 후보 |